# Eupithecia madura
Eupithecia madura es una especie de polilla de la familia Geometridae. La especie fue descrita por primera vez por Paul Dognin habiendo sido descrita en 1899, con distribución en Colombia. El holotipo de la especie fue descrita en los alrededores de Micay.

## Descripción
El ala superior es blanca, enteramente cubierta de vetas y líneas de color negro-marrón entre las que se distinguen los cortes de la costilla. Las alas inferiores son de color blanco, estriadas a lo largo del borde abdominal, bordeadas de marrón negruzco y cruzadas por dos líneas paralelas finas y bien sinuosas. Los flecos son blancos, cortados con marrón al final de las nervaduras. La cara inferior de las cuatro alas es de color blanco grisáceo, las superiores con la costa marrón cortada tres veces con blanco en la mitad exterior. Las cuatro alas cuentan con una línea celular y un borde terminal negruzco muy ancho. las antenas finamente pubescentes. La cabeza y la parte superior del cuerpo son de color blanco. Las patas son marrones rodeadas de blanco.